# Надпис от Василика
Надписът от Василика e прабългарски каменен надпис, най-вероятно на кавхана Исбул на хан Маламир. Открит е във Василика южно от Солун.

## Характеристики
Представлява запазен във фрагменти днес кратък български държавно-военен надпис на гръцки език от 831-852 година, добре врязан с нееднакви букви и неравни редове на гладка мраморна църковна колона с височина 1,1 m и диаметър 35 cm.
Открит е през 1914 година в началото на Първата световна война от французин, който снема отпечатък от него, публикуван през 1979 година.. Впоследствие е подробно изследван и публикуван от Веселин Бешевлиев.